# Tympanocryptis pseudopsephos
Tympanocryptis pseudopsephos — вид ігуаноподібних ящірок родини агамових (Agamidae). Ендемік Австралії. Описаний у 2015 році.

## Поширення і екологія
Tympanocryptis pseudopsephos мешкають в регіоні Голдфілдс у внутрішніх районах Західної Австралії, від південно-східної окраїни Пілбари на південь до Норсмана. Вони живуть у відкритих заростях мульги, що ростуть на кам'янистих ґрунтах.